# Escritura tangut
La escritura tangut o escritura Xi Xia (en tangut ; en chino, 西夏文; pinyin, Xī Xià Wén; literalmente, ‘escritura Xia Occidental’) fue un sistema de escritura artificial logográfica, utilizado para escribir el extinto lenguaje tangut de la Dinastía Xia Occidental. Según un recuento de 2004, se conocen al menos 5.863 caracteres tangut, excluyendo variantes. Los caracteres tangut son similares en apariencia a los caracteres chinos, con el mismo tipo de trazos, pero los métodos de formación de caracteres en el sistema de escritura tangut son significativamente diferentes de los de la formación de caracteres chinos. Al igual que en la caligrafía china, en la escritura tangut existe escritura regular, corrida, cursiva y de sello. 

## Historia
Sus vecinos del Imperio Liao habían introducido en la década de 920 la escritura kitán grande y la escritura kitán pequeña, sin que ejercieran aparentemente influencia sobre el desarrollo de la escritura tangut. Actualmente, los materiales chinos sirven como la única fuente de información sobre la historia de la creación de esta escritura. Esta información se puede dividir en tres grupos:
- Según la Historia de los Liao, el creador de la escritura tangut fue el gobernante tangut Toba De-ming (拓跋德明, reinó entre 1004 y 1032), quien recopiló doce juan en la escritura tangut. Los signos que inventó se parecían, según la Historia de los Liao, a la letra china Zhuan.[3]

- Según la Historia de los Song (1346), la escritura tangut fue diseñada en 1036 por el oficial de alto rango Yeli Ren-yun bajo la supervisión del emperador tangut Li Yuanhao.[4][5] Nikolai Aleksandrovich Nevsky en su artículo La escritura tangut y sus fondos (1935) proporciona una traducción de la oda tangut "Canción ceremonial [en honor] del noble maestro", que glorifica a un tal "maestro I-ri", inventor de la escritura tangut. En su opinión, los chinos transcribieron el apellido I-ri, mencionado en un documento al enumerar nombres puramente tangut, como Yeli (también había un apellido kitán que sonaba igual). Dado que la oda habla de algún tipo de ceremonia en honor al "maestro I-ri", Nevsky sugirió que estamos hablando de la concesión del título honorífico de Yeli a Ren-yun en 1162. Así, según Nevsky, también tenemos evidencia tangut señalando el hecho de que el inventor de la escritura tangut fue Yeli Ren-yun.[6]

- El tercer grupo de fuentes atribuye la creación de la escritura al funcionario Yeli Yu-chi (野利遇乞). En la obra Mengxi Bitan (夢溪筆談, "Registros de conversaciones en Mengxi") del erudito Sung Shen Kuo (沈括) se dice lo siguiente: "Yuanhao se rebeló. Su seguidor [Eli] Yu-chi creó la escritura tangut incluso antes de esto. Vivió solo en una torre durante varios años y sólo en ese momento [circa 1036] completó la redacción de la escritura. En ese momento, presentó la escritura inventada a Yuanhao".[7]

En cualquiera de los casos, dicha escritura se inventó en un corto período de tiempo y rápidamente entró en uso por decreto gubernamental. El mismo Historia de los Song, cap. 485 dice: "Todos los funcionarios del gobierno fueron capacitados para utilizar la escritura tangut para realizar sus negocios". El mismo capítulo dice que en 1039, al aceptar el título de emperador, Yuan-hao envió una carta a la corte Song en la que afirmaba: "Inesperadamente creé los pequeños carácteres tangut a partir de patrones intrincados". El hecho de que Yuanhao inventara la escritura también se menciona en su título: "Fundador de la dinastía, inventor de la escritura, comandante, creador de leyes, fundador de ceremonias, emperador filantrópico y respetuoso".
Se fundaron escuelas gubernamentales para enseñarla. Los documentos oficiales fueron escritos en esta escritura (con los escritos diplomáticos bilingües). En el Longping Ji (隆平集) del científico e historiador chino de la Dinastía Song Zeng Gong (曾鞏) se dice: "El propio Yuanhao creó doce juan de escritura tangut. Esta escritura era similar a la escritura de estilo chino Zhuan. Abrió escuelas y envió allí a estudiar a los niños y hermanos menores de los funcionarios".
Un gran número de escrituras budistas y también algunas obras confucianas se tradujeron del tibetano y el chino, y se imprimieron en bloque.
Aunque la dinastía se derrumbó en 1227, la escritura continuó usándose durante casi otros tres siglos más. El último ejemplo conocido de esta escritura ocurre en un par de pilares Tangut dharani encontrados en Báoding en la actual provincia de Hebei, que se erigieron en 1502. Además, en un manuscrito tibetano del Canon del budismo tibetano (Bka'-'gyur; mongol. Ganjur) de la colección de la Biblioteca Estatal de Berlín, fechado en 1680 y que es una copia de una edición grabada en madera del Kagyur publicado en los años del reinado del emperador Wan-li de la dinastía Ming (1573-1620) y fechado en 1606 hay una nota en los márgenes escrita en lengua tangut en escritura tangut.
Tras ellos el conocimiento de la existencia de la escritura tangut desapareció en todos los registros. Tras permanecer muertas por dos siglos, el estudio de la lengua y la escritura tangut comenzó en 1870 con la publicación por parte del misionero inglés en China Alexander Wylie de un artículo sobre una inscripción en seis idiomas en la puerta de piedra de Juyongguan (en chino, 居庸關en chino simplificado, 居庸关; pinyin, Jūyōng Guān) cerca de Beijing, que data de 1345, dando lugar con ello al nacimiento de la tangutología como campo de estudio e investigación.

## Estructura
El idioma [tangut] es destacable por estar escrito en uno de los sistemas de escritura más inconvenientes de todos los sistemas de escritura; se compone con aproximadamente 5,800 caracteres similares a los caracteres chinos, pero considerablemente más complicados; muy pocos caracteres están formados por tan solo cuatro trazos, y la mayoría consta de muchos más, en algunos casos, casi veinte… Los componentes de cada carácter ofrecen pocas pistas reconocibles sobre su sonido o significado, y, en algunos casos, los caracteres que difieren entre sí solo en pequeños detalles de forma o por uno o dos trazos, tienen sonidos y significados completamente distintos.
Gerard Clauson

Con más de 5.800 caracteres conocidos, la escritura tangut sobresale sobre sus vecinas geográficas y en el tiempo: la escritura kitán grande, la escritura kitán pequeña y la escritura yurchen, ninguna de las cuales llega al millar de caracteres. En la década de 1980 el profesor taiwanés Gong Huangcheng abordó los problemas de la estructura de la escritura tangut y sus mecanismos generativos. Fue él quien llamó la atención sobre la presencia de un número extremadamente grande de signos sinónimos entre los jeroglíficos tangut, cuyo estudio le llevó al descubrimiento de diversas alternancias morfológicas intrasilábicas en la lengua tangut.

### Caracteres sencillos

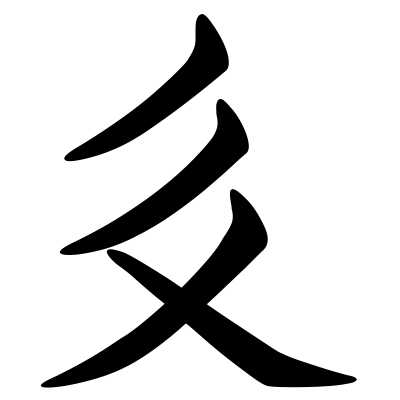
El carácter tangut para "hombre".

Los caracteres tangut se pueden dividir en dos clases: el sencillo y el compuesto. El último es más numeroso. Los caracteres sencillos pueden ser tanto semánticos como fonéticos. 
Ningún carácter tangut es pictográfico, mientras algunos de los caracteres chinos sí lo eran en el tiempo de su creación, en la escritura en huesos oraculares; esta es una de las diferencias importantes entre los caracteres tangut y los caracteres chinos.

### Caracteres compuestos

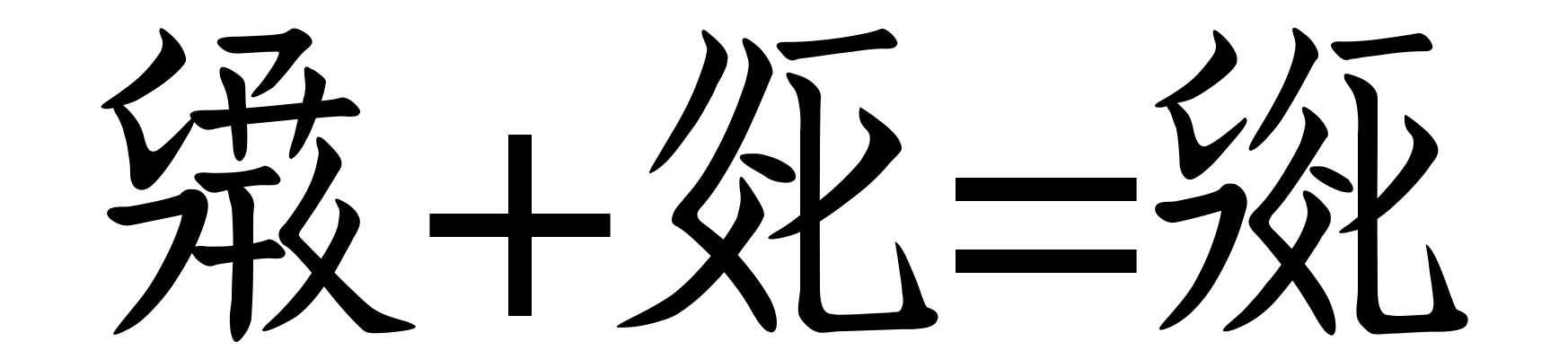
El carácter tangut para "barro" está hecho con parte del carácter "agua" y la totalidad del carácter para "tierra".

La mayoría de los caracteres compuestos comprenden dos componentes. Unos pocos comprenden tres o cuatro. Un componente puede ser un carácter simple o parte de un carácter compuesto. Los caracteres compuestos incluyen los semánticos semánticos y los semánticos fonéticos. Se hicieron algunos caracteres compuestos especiales para transliterar chino y sánscrito . 

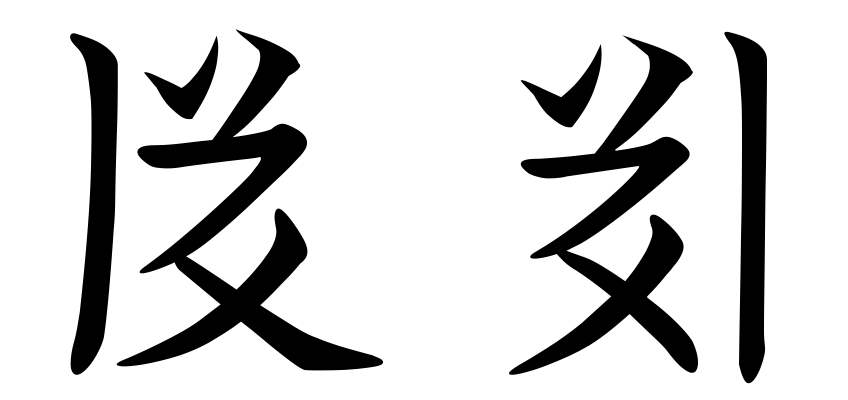
Los caracteres tangut para "dedo del pie" (izquierda) y "dedo" (derecha), ambos tienen los mismos componentes.

Hay una serie de pares de caracteres compuestos especiales que vale la pena destacar. Los miembros de tal par tienen los mismos componentes, solo la ubicación de los componentes en ellos es diferente (por ejemplo, AB vs. BA, ABC vs. ACB). Los miembros de tal par suelen tender a tener significados muy similares.
El diccionario titulado Mar de caracteres (en chino, 文海; pinyin, wén hǎi), un texto monolingüe tangut de rimas del siglo XII, analiza la derivación de caracteres. Su análisis ilustra otra diferencia entre los caracteres tangut y chinos. En chino, normalmente, cada componente semántico tiene su propio significado, y cada componente fonético su propia pronunciación; ambos contribuyen con su significado o pronunciación en los caracteres compuestos en los que aparecen. Por contra, en el análisis del Mar de caracteres, un componente contribuye con el significado o pronunciación de otro carácter que lo contiene, potencialmente de manera diferente cada vez que aparece.
Algunos componentes toman diferentes formas dependiendo de en qué parte del carácter aparecen.

## Unicode

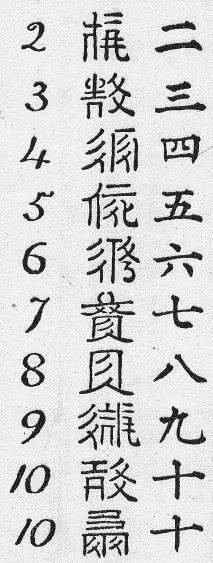
Numerales del 2 al 10 en tangut y chino. Nótese que hay dos caracteres tangut para "10".

En la versión 9.0 de Unicode de junio de 2016 se incluyeron 6.125 caracteres de la escritura tangut en el bloque Tangut. 755 radicales y componentes utilizados en el estudio moderno del Tangut se agregaron al bloque de componentes de Tangut. Una marca de iteración,  TANGUT ITERATION MARK , se incluyó en el bloque de símbolos y puntuación ideográficos. Se agregaron cinco caracteres adicionales en junio de 2018 con el lanzamiento de la versión 11.0 de Unicode. Se agregaron seis caracteres adicionales en marzo de 2019 con el lanzamiento de la versión 12.0 de Unicode.